# Бережок (Дегтярський міський округ)
Бережок (рос. Бережок) — селище у складі Дегтярського міського округу Свердловської області.
Населення — 45 осіб (2010, 64 у 2002).
Національний склад населення станом на 2002 рік: росіяни — 92 %.